# Manning Rangers Football Club
O Manning Rangers Football Club foi um clube de futebol sul-africano com sede em Durban. A equipe competiu no Campeonato Sul-Africano de Futebol (PSL), sendo o campeão inaugural da liga em 1996.

## História
O clube foi fundado em 1928 por GR Naidoo sul-africano que atuava como goleiro. O clube teve sua glória no ano de 1996, com a conquista do título sul-africano
Em 2006 o clube declarou bancarrota. O Fidentia Group comprou os direito do clube em 2007  e renomeu para Fidentia Rangers. E realocaram o clube de Durban para Cape Town.

## Títulos
- Premier Soccer League: 1996-1997.